# Acidota quadrata
Acidota quadrata är en skalbaggsart som först beskrevs av Zetterstedt 1838.  Acidota quadrata ingår i släktet Acidota, och familjen kortvingar. Arten är reproducerande i Sverige.